# Rhynchodontomerus inclusus
Rhynchodontomerus inclusus är en stekelart som först beskrevs av Jean-Jacques Kieffer 1910.  Rhynchodontomerus inclusus ingår i släktet Rhynchodontomerus och familjen gallglanssteklar. Inga underarter finns listade i Catalogue of Life.